# Baia di Corral
La baia di Corral è un'insenatura situata alla foce del fiume Valdivia nel Cile meridionale. La città più importante che vi si affaccia è Corral. La foce della baia si trova tra le due punte di Juan Latorre e di Morro Gonzalo, per uno sviluppo di 5,5 km. La baia è percorsa tutto l'anno da navi mercantili, da trasporto e da pesca. È famosa per essere stata una delle baie più fortificate di tutta l'America Latina, durante l'era coloniale.